# حنان يوسف (ممثلة)
حنان يوسف (28 يونيو 1953-)، ممثلة مصرية ولدت بالإسكندرية.

## حياتها الفنية
درست بكلية الآداب جامعة الأسكندرية سنة 1970، درست بعد ذلك الفنون المسرحية. دخلت المجال الفني بالصدفة وبدأت التمثيل وعمرها 30 سنة، إذ كانت تبحث عن عمل في القاهرة إلا أن أصدقائها عرضوا عليها دخول المجال الفني والتمثيل وأخذوها إلى المسرح.
كانت بدايتها من خلال أدوار صغيرة في أفلام مهمة مع الفنانة فاتن حمامة مثل: "الطوق والأسورة" 1986، "يوم مر ويوم حلو" 1988. بعدها تتابعت مشاركاتها السينمائية في أفلام عديدة، من أشهرها: "شحاذون ونبلاء" 1991، "النعامة والطاووس" 2002، "خيانة مشروعة" 2006، "السفاح" 2009، و"عين شمس" 2009. شاركت بأدوار مُساعدة بعدة أفلام، ثم ركزت نشاطها الفني مؤخرا بالدراما.

## حياتها الخاصة
تزوجت من المخرج عصام السيد ومن ثم تم الانفصال، ابنها الفنان أحمد عصام السيد.

## أعمالها

### من الأفلام
- إي.يو.سي.
- كلمني شكرا.
- حاوي.
- الرجل الغامض بسلامته.
- عين شمس.
- السفاح.
- قبلات مسروقة.
- المش مهندس حسن.
- الجزيرة.
- هي فوضى.
- الماجيك.
- خيانة مشروعة.
- أوقات فراغ.
- النعامة والطاووس.
- شجيع السيما.
- أولى ثانوي.
- شحاتين ونبلاء):1991
- يوم مر ويوم حلو.
- سكة سفر.
- الطوق والأسورة.
- مشوار عمر.

### من المسلسلات
- المشوار
- للحب فرصة أخيرة.
- ذات.
- فرعون.
- حكايات بنات.
- دوران شبرا.
- أهل كايرو.
- مملكة الجبل.
- بشرى سارة.
- حكايات وبنعيشها: هالة والمستخبي.
- الهروب من الغرب.
- هيما.
- أحمد إتجوز منى.
- زواج بدون ازعاج.
- ليالي الحلمية - الموسم الثاني.
- ساحرة الجنوب
- سجن النسا
- سفاح الجيزة

### من المسرحيات
- منين أجيب ناس.
- كوكو شانيل

### رسوم متحركة
- بسنت ودياسطي.
- حورية البحر (فيلم).

## روابط خارجية
- حنان يوسف على موقع IMDb (الإنجليزية)
- حنان يوسف على موقع قاعدة بيانات الأفلام العربية
- حنان يوسف على موقع قاعدة بيانات الفيلم (الإنجليزية)